# Cercepiccola
Cercepiccola là một đô thị ở tỉnh Campobasso trong vùng Molise thuộc nước Ý, có vị trí cách khoảng 11 km về phía nam của Campobasso. Tại thời điểm ngày 31 tháng 12 năm 2004, đô thị này có dân số 712 người và diện tích là 16,7 km².
Cercepiccola giáp các đô thị: Cercemaggiore, Mirabello Sannitico, San Giuliano del Sannio, Sepino.